# Björnsjön (Jokkmokks socken, Lappland, 737630-172116)
Björnsjön är en sjö i Jokkmokks kommun i Lappland och ingår i Luleälvens huvudavrinningsområde.